# The Worst Witch (serie de televisión de 1998)
The Worst Witch es una serie de televisión británica basada en la novela infantil The Worst Witch. De esta serie fueron emitidas en total 3 temporadas entre 1998 y 2001.

## Personajes

### Mildred Hubble (Embrollo en Latinoamérica)
Mildred es la protagonista de la historia, una chica un poco torpe, que casi no acierta en sus cosas y todo le sale mal aunque trata de evitarlo. Físicamente es una joven alta, de cabello castaño que peina en trenzas. Es una chica de buenas intenciones, corazón noble y muy esforzada, aunque también es aventurera e impulsiva, lo cual la mete en problemas con frecuencia, en especial con la temible maestra Ogrum.
Ella no viene de una familia de brujas como las demás chicas, pero consiguió una beca haciendo un trabajo muy creativo que le gustó mucho a la directora. Aunque no sepa mucho de matemáticas o ciencias, Mildred es tenaz y canaliza su creatividad para convertirse en una bruja dotada.  Desde que llegó a estudiar a la Academia Cackle para brujas, se pensó que ella no tenía talento alguno. Mildred no podía pasar la prueba para quedarse en el colegio por sus diversos miedos, entre ellos miedo a las alturas, a la oscuridad, sin embargo luego de todo ella logra una nota aprobatoria para quedarse en Cackle.  
Durante el transcurso del curso escolar, Mildred se dedica a meterse en problemas, incluso estuvo a punto de abandonar el colegio; sin embargo, después de cada aprieto, ella soluciona las cosas y llega a convertirse en la mejor. 
Al salir de la Academia Cackle, se traslada a la facultad Abracadabra en Cambridge, en donde vive difíciles cambios y se separa de sus grandes amigas. En ese lugar, Mildred tiene que soportar a Ethel Hallow, que le causó muchos problemas en la Academia Cackle y que ahora va a la misma universidad. Mildred se enamora de un misterioso joven, Nick Hobbes, que junto con Ethel la engaña para entrar a la universidad. Mildred, que había confiado en él, se deprime y decide cambiar, cortando sus características trenzas para comenzar una nueva vida. Tras ser asignadas como compañeras de cuarto, Mildred y Ethel eventualmente hacen las paces y dejan atrás su enemistad. 
Tras muchas peripecias y aventuras, amores y desamores, Mildred termina la universidad y es vista brevemente en La Nueva Peor Bruja, en donde se le ve ahora como una bruja dotada y acertada, escoltando a su joven prima Hettie durante su primer día en la Academia Cackle.

### Maud Moonshine (Luna en Latinoamérica)
Maud es la primera amiga de Mildred en la Academia Cackle. Es descrita como una chica bajita que usa gafas y peina su cabello en dos coletas. Es diplomática, sensible, buena cantante y la voz de la razón, además de ser muy leal a Mildred. La acompaña en la mayoría de sus aventuras (a veces a regañadientes) y conoce todos sus problemas, tratando siempre de ayudarla. Aunque quiere mucho a Mildred, con el tiempo se vuelve más prudente y trata de aconsejarla para que no se meta en apuros.
Usualmente es tímida y gentil, pero puede ser muy tenaz cuando se trata de defender a sus amigas, intercediendo a menudo por Mildred frente a las profesoras, especialmente la temible Ogrum. 
Al ser la amiga más cercana de Mildred, Maud se pone celosa de su amistad naciente con Enid Sombra, por lo cual se alía temporalmente con Ethel Hallow pero termina cansándose de ella por su gran hostilidad y desprecio contra Mildred. Al final, termina haciéndose amiga de Enid y aceptándola como parte de su grupo.
Al salir de Cackle, las amigas tienen que separarse para seguir vidas distintas.

### Enid Nightshade (Sombra en Latinoamérica)
Enid (Jessica Fox) es una chica aventurera y bromista, que siempre quiere hacer cosas y tener aventuras. Es decidida, valiente y no tiene miedo de decir lo que piensa, y si algo no le gusta, no duda en actuar. A veces provoca más embrollos (en los que como siempre queda anexada Mildred, pues los problemas siempre parecen seguirla) que la misma Mildred.
Al finalizar sus estudios en Cackle, las amigas van a lugares diferentes. Enid visita a Mildred en su universidad y Mildred descubre que por los problemas en los que se ha metido, Enid ya no tiene ningún lugar a donde ir. Mildred debe elegir entre quedarse en la universidad o dejar sus estudios e irse con su amiga a explorar el mundo para no dejarla sola, sintiéndose tentada a hacerlo, pero finalmente la que cede es Enid, comprendiendo el daño que le provocaría a su amiga si la hiciera dejar de estudiar. Enid sacrifica su amistad con Mildred a cambio de que ella se quede en su escuela, pero antes de despedirse las dos refuerzan sus lazos de amistad y se quedan como verdaderas amigas para siempre.

### Ethel Hallow
Ethel (Felicity Jones, luego Katy Allen) Es la mayor enemiga de Mildred. Ella es una chica mimada y pretenciosa que da la impresión de ser una estudiante modelo a sus compañeras de clase, y ante las maestras y personas importantes se comporta inocente y responsable. Sin embargo, cuando nadie mira, ella busca dificultarle la existencia a Mildred y hacer que sea expulsada de Cackle, a quien odia por haberla hecho caer de su escoba (aunque fuera un accidente) y por convertirla en un cerdo. Junto con su única amiga, Drusilla del Corral, Ethel disfruta molestando a Mildred por su torpeza para montar en escoba, para entrenar a su gato (el único que no es negro) o para hacer conjuros y hechizos.
Ethel proviene de la importante familia Hallow, que posee un largo e histórico linaje de brujas prominentes (los retratos de varias de sus antepasadas están en Cackle) y su padre es parte del consejo directivo de la escuela, por lo que ella cree estar en una posición superior a la de las demás alumnas.
Ethel continúa haciéndole la vida imposible a su compañera cuando ambas terminan yendo juntas a la universidad e incluso deben compartir la misma habitación. Sin embargo, a medida que pasan tiempo juntas, su rivalidad se desvanece.
Felicity Jones interpretó a Ethel durante la primera temporada de la serie, siendo reemplazada en las temporadas 2 y 3 por Katy Allen. Para justificar este cambio, en la temporada 2 se explica que Ethel cambió su apariencia con magia para evitar ser relacionada con la llorona y miedosa Sybil Hallow, su hermana menor, quien la avergüenza cuando llega a Cackle. Sin embargo, el resultado le agrada y decide quedarse así por el resto de su tiempo en Cackle. Ella regresa a su apariencia original cuando entra en la universidad, ya que Felicity Jones volvió para interpretar a Ethel en la secuela Weirdsister College.

### Griselda Blackwood (Del Bosque en Latinoamérica)
Griselda (Poppy Gaye) Es la amiga de Mildred un año mayor que ella, se conocieron al guiarla a su habitación el 1º día, siempre ha apoyado a Mildred y ayudado mucho. Es muy inteligente y sabia aunque a veces es un poco traviesa, se le ve siempre con su amiga Fenella compañera del mismo año, debido a que son las mejores amigas, casi siempre ella y Fenella les ayudan mucho a las profesoras.

### Fenella Feverfew (PocaFiebre en Latinoamérica)
Fenella (Julia Malewski, luego Emily Stride) Es la amiga de Mildred un año mayor que ella, se conocieron al guiarla a su habitación el 1º día e incluso le dijo a Mildred -cuidado con los murciélagos- en forma burlona, siempre ha apoyado a Mildred y ayudado mucho. Fenella es muy inteligente y sabia, aunque a veces es algo traviesa. Se le ve siempre con su amiga Griselda, su compañera del mismo año. Debido a que son las mejores amigas, casi siempre ella y Griselda les ayudan mucho a las profesoras.

### Ruby Cherrytree (Cerezo en Latinoamérica)
Ruby (Joana Dyce) es una estudiante promedio y otra amiga de Mildred desde su primer día en la Academia Cackle. Junto con Jadu Wali, ella, Mildred y Maud han sido amigas. Tiene una afición por los dispositivos electrónicos y se le han confiscado múltiples reproductores de música y videojuegos. Aunque es traviesa y a veces se ve enredada en problemas como Mildred, es más disciplinada y siempre trata de hacer lo mejor que puede. Ruby es la creadora de múltiples inventos que terminan funcionando mal, o que funcionan demasiado bien, como cuando construyó una máquina del tiempo y trajo al presente a dos brujas de la edad Oscura que retomaron su histórica batalla dentro de la Academia.
Al terminar sus estudios en Cackle, al igual que sus amigas, se va a otra escuela para continuar una vida distinta.

### Jadu Wali
Jadu (Harshna Brahmbhatt) es otra de las amigas más cercanas de Mildred. Es una chica dócil y sensible, que usualmente es arrastrada a las locas aventuras de Mildred y sus amigas. Jadu es estudiosa y muestra una conducta más madura, hasta que Mildred y ella se rebelan contra las reglas en el episodio "El Justiciero" peleando por los derechos de las estudiantes y exigiendo mejores condiciones. Como resultado, es suspendida y aislada junto con Mildred, pero logran salvarse de la expulsión.

## Canciones

### Himno a la Academia Cackle
Onward, ever striving onward
Proudly on our brooms we fly,
Straight and true above the treetops
Shadows on the moonlit sky
Never a day will pass before us
When we have not tried our best,
Kept our cauldrons bubbling nicely
Cast our spells with zest
Fearless witches never flinching
Through the dark and dismal night,
Ghouls and ghosts and nightmare monsters
Run away in fright
We are the girls with skills in sorcery
When in flight quite a sight to see,
We're young witches and proud to be
Learning our craft at Cackles' Academy.

## Uniformes y Grados
La Academia Cackle se compone de tener 5 grados donde las alumnas normalmente comienzan a los 12 años y terminar a los 17 años. Los grupos se componen de 12 alumnas en total 60 alumnas en toda la escuela.
Todas las alumnas tienen un vestido negro muy sobrio sin mangas y con pecho, llevando debajo una camisa azul clara (a veces también camiseta) con una corbata gris con rayas negras; además que en la cintura llevan una cinta de color dependiendo el grado y sin olvidar los zapatos tipo botas negras y calcetines grises.
Si es el primer día de clases o días importantes las alumnas llevan lo mismo solo que con su capa y su sombrero que tiene el escudo de un gato sobre una luna que dice “Strive”  que en español significa esfuerzo o esforzarse.
Son 5 colores de cintas a la cintura dependiendo del grado que son:
- Morado para el 1º grado
- Verde para el 2º grado
- Amarillo para el 3º grado
- Rojo para el 4º grado
- Blanc para el 5º grado

## Episodios
Primera temporada (1998)
1. «La Batalla de la Escoba»
2. «El Banquete de Medianoche»
3. «Puerquito por Accidente»
4. «Una Fatídica Noche de brujas»
5. «Por un pelito de rana»
6. «Cosas de Monos»
7. «El Regalo Sorpresa para la Maestra Cackle»
8. «La excursión»
9. «El calor del Verano»
10. «Magia Computarizada»
11. «Vamos a Comer Pastel»
12. «Los Hábiles muchachos»
13. «Las sorpresas de la Magia»

Segunda temporada (1999)
1. «Viejos sombreros y escobas nuevas»
2. «Las alarmas y los desvíos»
3. «Es la vida de la rana»
4. «Crumpets para el té»
5. «La Inspección Anual»
6. «Magia Animal»
7. «Maestra Que Duerme»
8. «El tesoro del dragón»
9. «El Genio de la Lámpara»
10. «La Imposible admisión»
11. «El Partido Amistoso»
12. «El concurso de Calabaza»
13. «La amenaza del milenio»

Tercera temporada (2000)
1. «Sociedad Secreta»
2. «Una experiencia inolvidable»
3. «¿Quien es quien?»
4. «La hora mágica»
5. «Una Difícil Lección»
6. «El proyecto de la moda»
7. «Justo a Tiempo»
8. «Cenicienta con Botas»
9. «La Guerra del Arte»
10. «La Poderosa Maestra Mim»
11. «Juntos pero no revueltos»
12. «El gran acorde»
13. «El Justiciero»
14. «Rencor de bruja»

## Premios y nominaciones
En 1999, la serie fue nominada por la Royal Television Society por «mejor drama infantil».
En 2000, Georgina Sherrington ganó el premio Young Artist a la «mejor actuación en una serie de comedia de televisión - actriz principal».